# Hans Müller (Bildhauer)
Hans Müller (* 10. Jänner 1873 in Wien; † 3. März 1937 ebenda) war ein österreichischer Bildhauer.

## Leben
Der Vater des Hans Müller, Franz Xaver Müller, war ebenfalls Bildhauer. Seine Ausbildung begann Hans Müller an der Wiener Kunstgewerbeschule unter August Kühne. In weiterer Folge studierte Müller an der Wiener Akademie der bildenden Künste unter Edmund von Hellmer, in dessen Atelier er auch nach Beendigung seiner Studien tätig war. Seitens der Akademie wurde Müller mit mehreren Preisen ausgezeichnet. In den Jahren von 1900 bis 1905 arbeitete Müller im Atelier von Friedrich Christoph Hausmann. Ab 1906 war Müller wieder in Wien tätig, wo er 1909 Mitglied der Künstlergenossenschaft wurde. In den Ersten Weltkrieg rückte er als Oberleutnant ein und war mit der Anlage von Soldatenfriedhöfen im Osten betraut (z. B. Denkmal für die IV. Armee bei Tarnów, 1916). Nach dem Krieg schuf er bildhauerische Arbeiten für Wohnbauten in Wien. Weiters schuf er in der Zwischenkriegszeit auch Denkmäler und Grabplastiken.
Er wurde am Ottakringer Friedhof bestattet.

## Werke (Auswahl)
- Reiterstatuette / Reduktion des Erzherzog Karl-Denkmals, um 1900, Bronze, schwarzer Marmor, 39 × 25 × 56 cm, Heeresgeschichtliches Museum, Wien
- Bildnisbüste Kaiser Franz Joseph I., 1915, Bronze, roter Marmor, 41 × 19 × 21 cm, Heeresgeschichtliches Museum, Wien
- Statue Papst Gregor der Große, 1927, Breitenfelder Pfarrkirche[4]
- Statuetten Wolfgang Amadeus Mozart und Beethoven, zw. 1900/1935, Höhe 21 cm[5]
- Reiterstatuette Cangrande I. della Scala, Ritter von Verona[6]
- Statuette Männlicher Akt mit Schwert[7]
- Frauenbüste, Bronze, braun patiniert, Höhe 11,5 cm[8]
- Der Sämann, Bronze[9]
- Der Jäger, Bronze[10]
- Bildnisbüste Robert Burns, Bronze[11]